# Souvenir (aandenken)

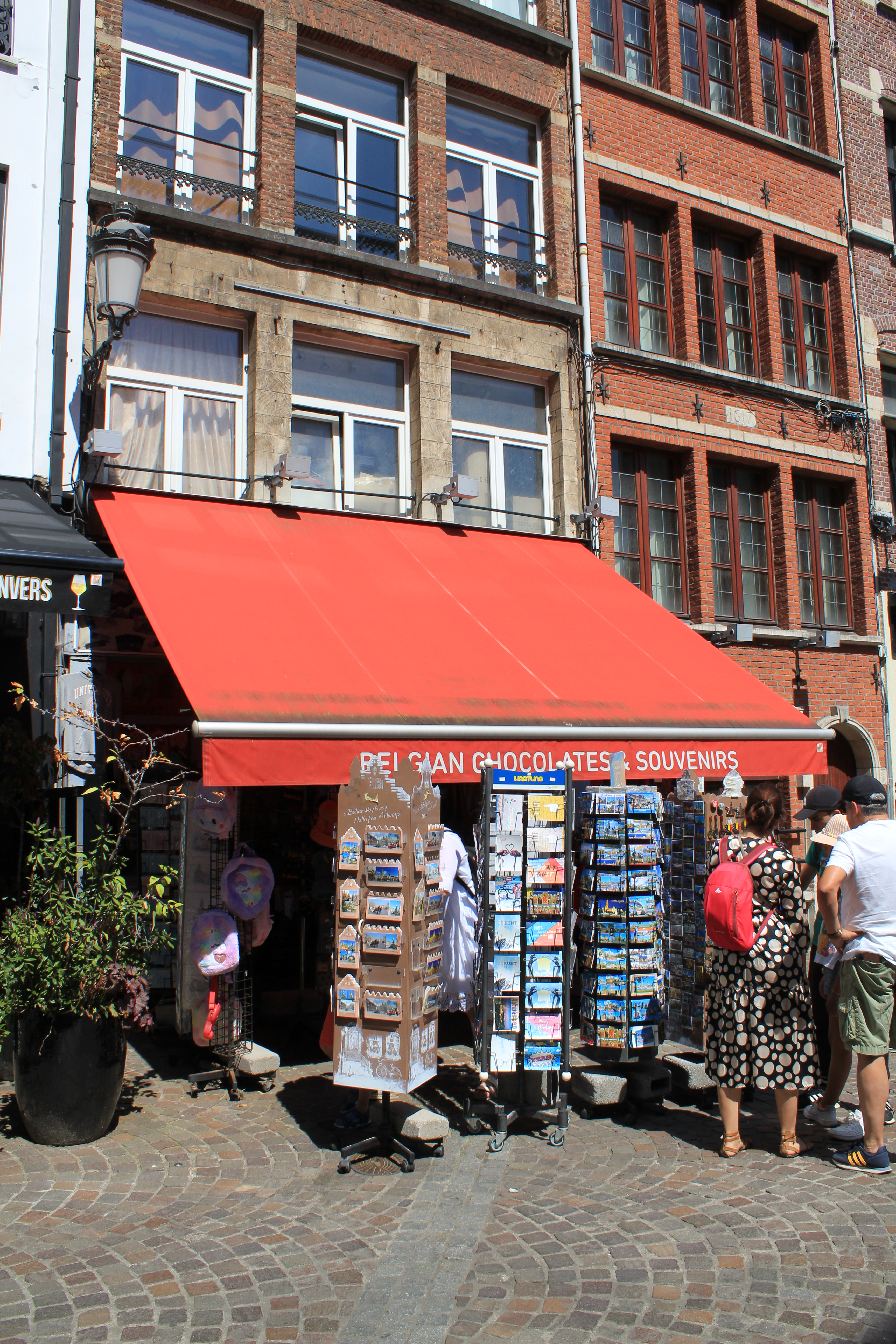
Souvenirwinkel in Antwerpen

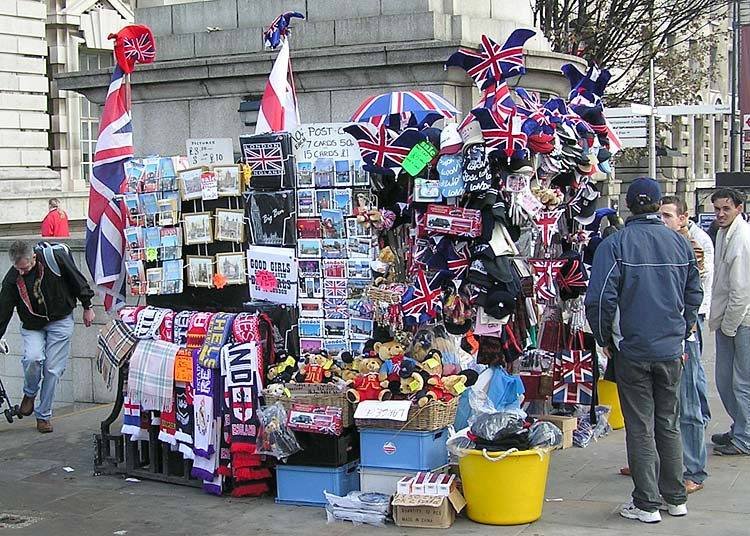
Souvenirs in Londen

Souvenir komt uit het Frans en betekent herinnering.
Een souvenir is een object dat men aanschaft of krijgt ter herinnering aan iets. Zo kopen veel toeristen zo'n aandenken. Wie een land bezoekt wil vaak iets specifieks uit dat land mee naar huis nemen om aan die plek te worden herinnerd. Vaak is een souvenir een stukje volkskunst of een machinaal vervaardigd massaproduct. Meestal worden souvenirs gezien als kitsch. Een winkel dat voornamelijk souvenirs verkoopt heet een souvenirwinkel.
Voorbeelden van landen met hun bijbehorende souvenirs:
- uit België: Manneken Pis, mini-Atomium
- uit Nederland: klompen, Delfts blauw en molentjes
- uit Frankrijk: een Eiffeltorentje
- uit Duitsland: een Brandenburger Poortje
- uit Engeland: een 'Bobby'knuffel, typische Engelse politieagent
- uit Rusland: een Matroesjka
- uit Suriname: een popje met anyisa (Creoolse klederdracht)

Behalve van landen en streken zijn ook souvenirs van belangrijke (vaak internationale) evenementen populair. Voorbeelden van dergelijke evenementen zijn sportwedstrijden en bijeenkomsten van organisaties. Meestal gaat het om voorwerpen waarop het logo of de mascotte van het evenement is afgebeeld, maar het kan ook om iets persoonlijks gaan, zoals een door deelnemers gesigneerd voorwerp.

## Afbeeldingen

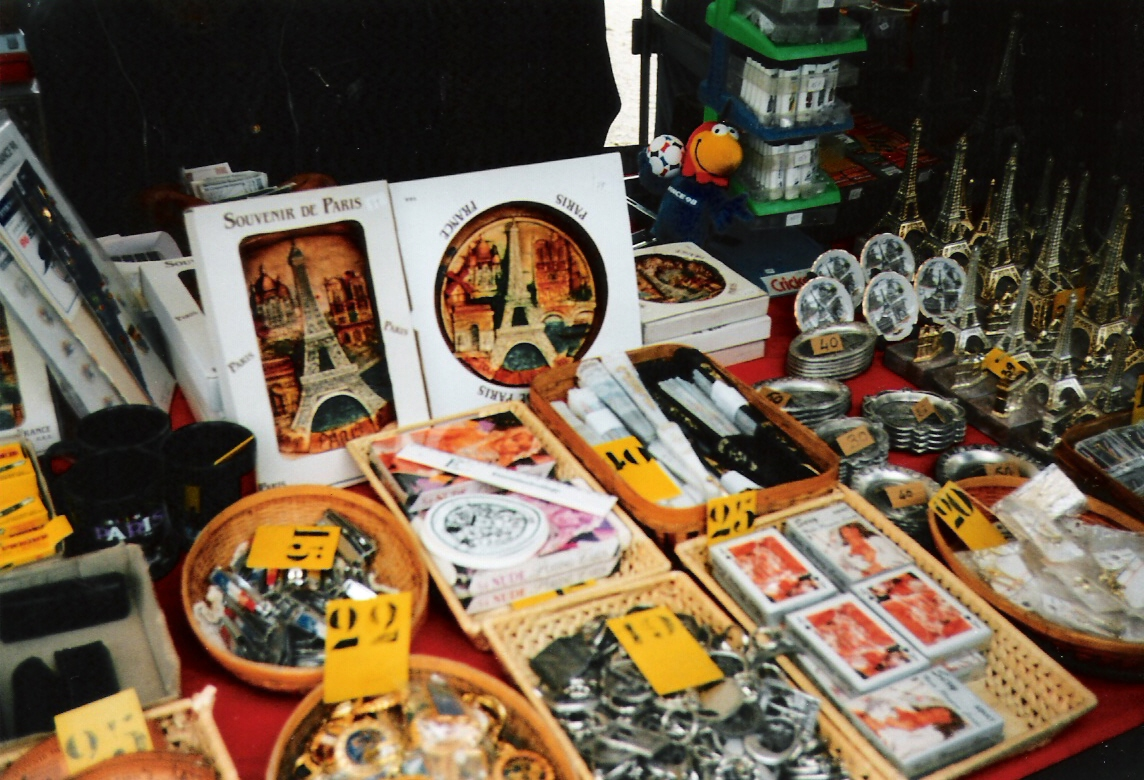
Souvenirs gerelateerd aan de Eiffeltoren in Parijs
Natuurstenen model van de Grafkapel in Jeruzalem, als souvenir rond 1570 meegenomen door pelgrims. Eind 20e eeuw opgegraven in Amsterdam, Catharijneconvent.
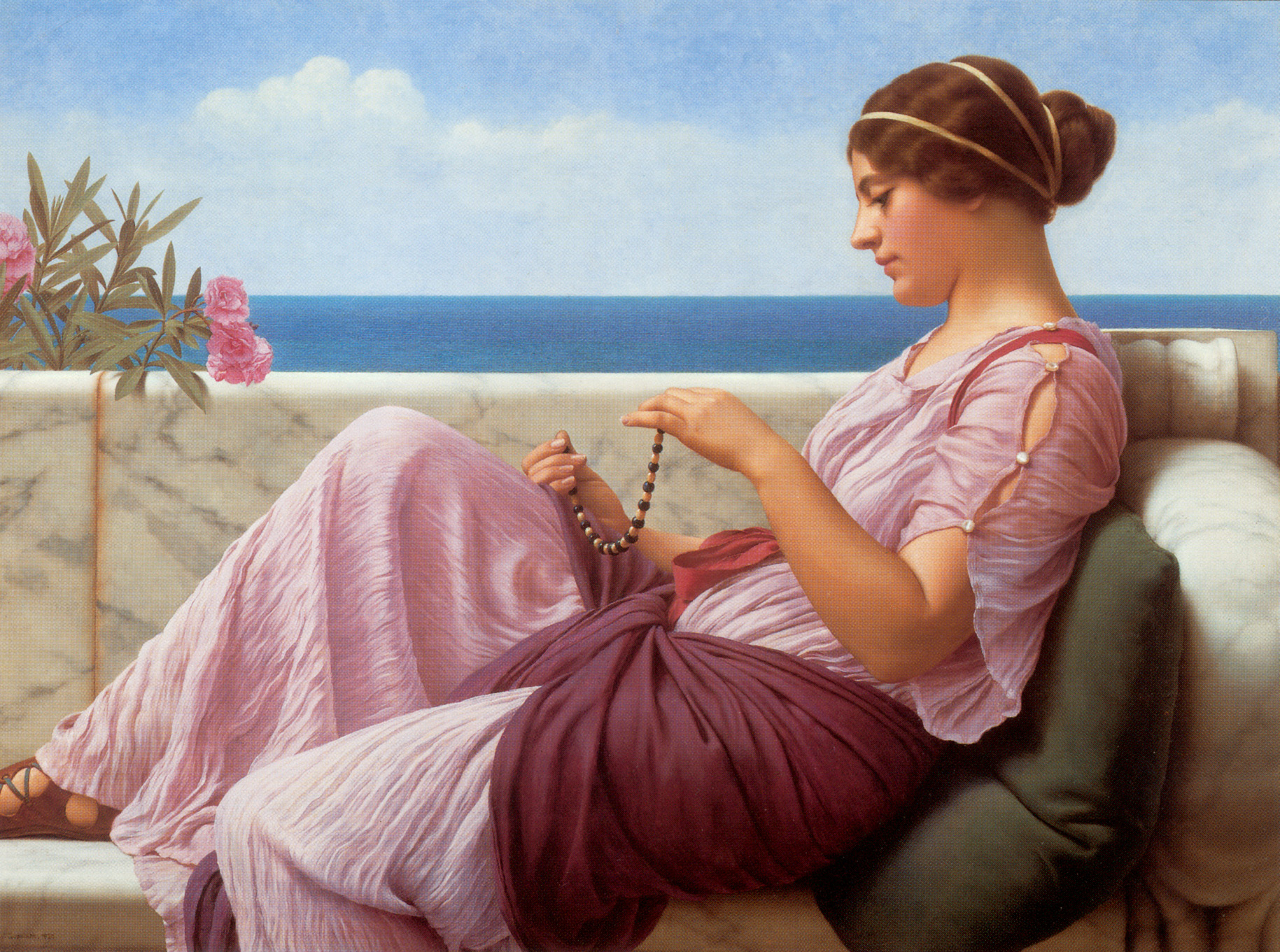
A Souvenir, John William Godward, 1920